# Stenasfären
Stenasfären är en svensk företagssfär, som utgörs av de tre av Sten A Olssons familj helägda moderbolagen Stena AB, Stena Sessan AB och Stena Metall AB och dotterbolag till dessa bland annat Stena Recycling AB.

## Bolag inom Stenasfären

### Stena AB
- Stena Rederi AB
- Stena Line AB
- Stena RoRo AB
- Stena Bulk AB
- Stena Drilling Ltd
- Northern Marine Group Ltd
- Stena Fastigheter AB
- AB Stena Finans
- Stena Aductum AB
- Stena Renewable AB

### Stena MetallAB
- Stena Recycling AB
- Stena Oil AB
- Stena Stål AB
- Stena Aluminium

### Stena Sessan AB
- Concordia Maritime AB